# Gównicha
Gównicha – nieoficjalna nazwa przysiółka wsi Dąbrowy w Polsce położony w województwie warmińsko-mazurskim, w powiecie szczycieńskim, w gminie Rozogi. W latach 1975-1998 miejscowość należała administracyjnie do województwa ostrołęckiego.